# Juliane Stiegele

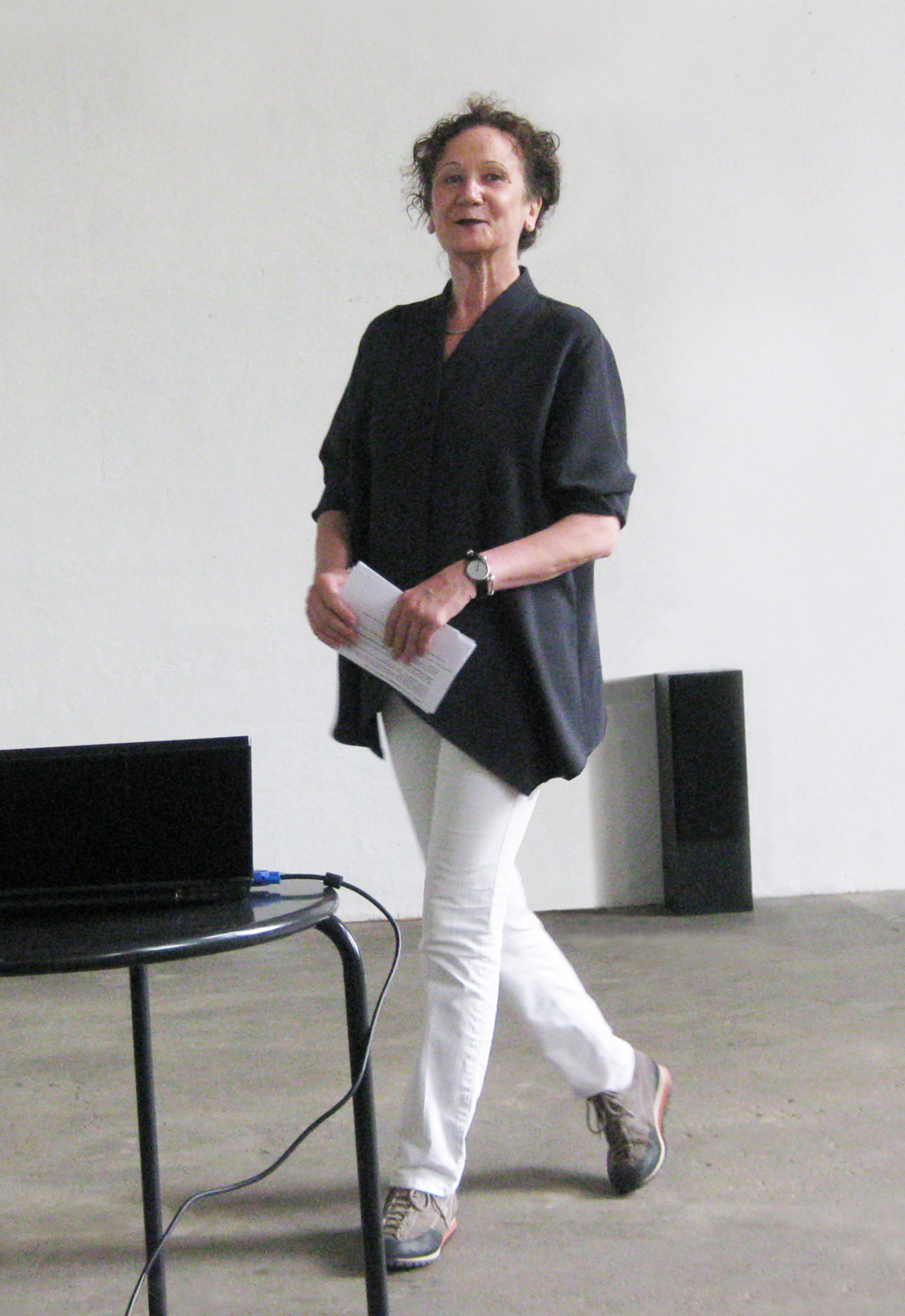
Juliane Stiegele, 2017

Juliane Stiegele (* 1956) ist eine deutsche Künstlerin, Designerin und Autorin sowie Initiatorin des internationalen Kunst-Kollektivs Utopia Toolbox, das sich in Praxis und Theorie mit der Gestaltung des gesellschaftlichen Raumes der Zukunft befasst. Sie lebt und arbeitet in Augsburg und Aschau/Chiemgau.

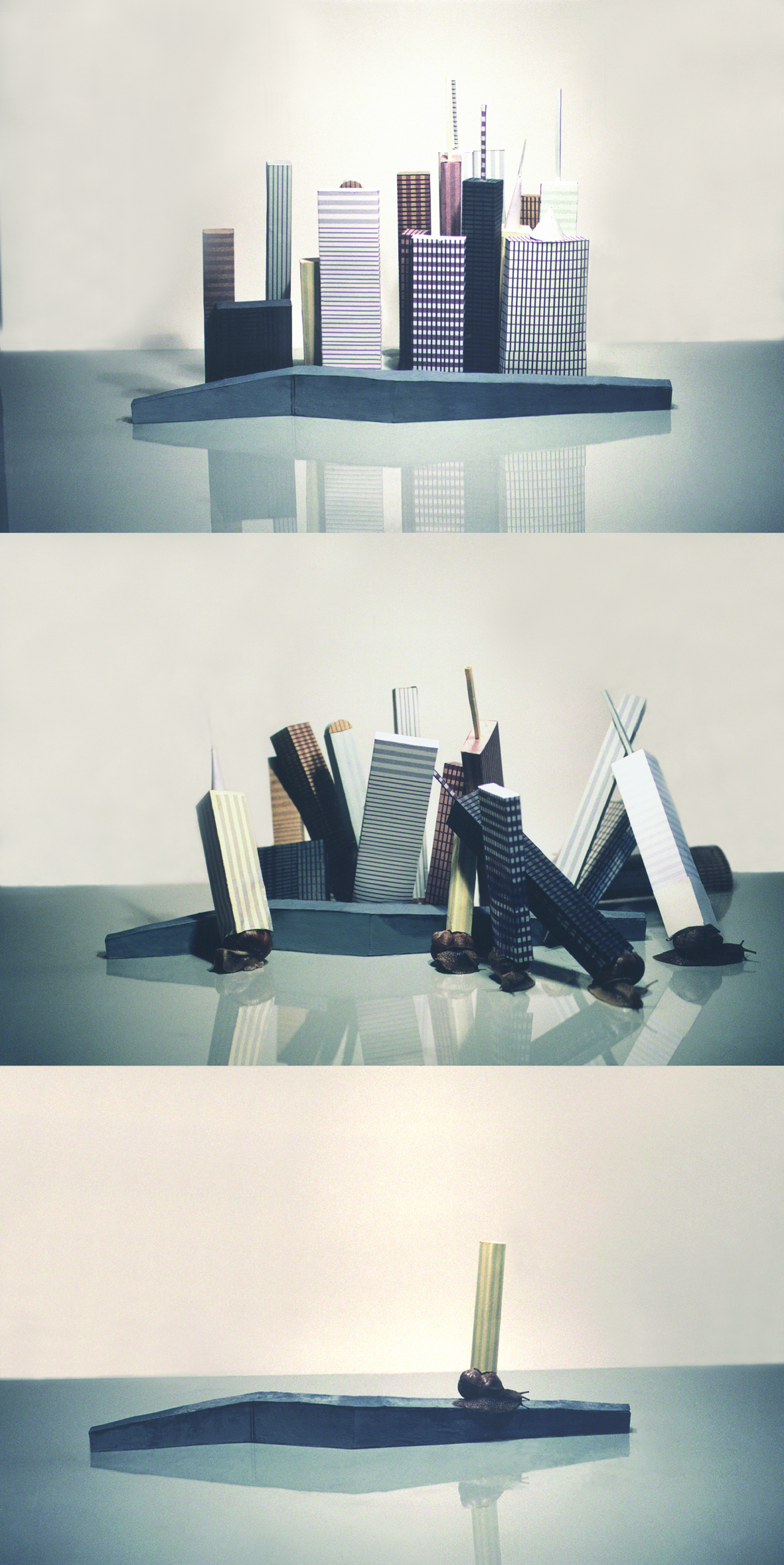
Skyline, Video, Sculpture Center, New York, 2004

## Werk
Stiegele entwickelte 2010 zunächst eine Tragbare Universität für alle in Buchform, die jeden Menschen ohne Ausschlusskriterien darin unterstützen soll, seine eigene Kreativität für das individuelle und gesellschaftliche Leben zu entwickeln: UTOPIA TOOLBOX – Werkzeuge für die Arbeit an der Zukunft. Eine Anstiftung zur radikalen Kreativität, erschienen 2013. Um unabhängig publizieren zu können, gründete sie den Verlag TOOLBOOKS Ltd., und im gleichen Jahr das gleichnamige internationale Kollektiv Utopia Toolbox, in dem Kreative verschiedener Berufe zusammenarbeiten. Es hat seinen Sitz in Augsburg/D und Satelliten in Ann Arbor/USA und Taipeh/Taiwan. Eines seiner zentralen Projekte ist die Publikation der UTOPIA TOOLBOX Bände. Deren erster erschien auch als Englische Ausgabe in den USA, in Kooperation mit der University of Michigan, Ann Arbor, und ins Chinesische übersetzt in Taiwan, in Kooperation mit der Taipei National University of the Arts und den Goethe-Instituten München und Taipeh.
Neben Kunstpreisen erhielt Stiegele auch einen Red Dot Award in den Bereichen Grafik- und Interior Design zuerkannt.

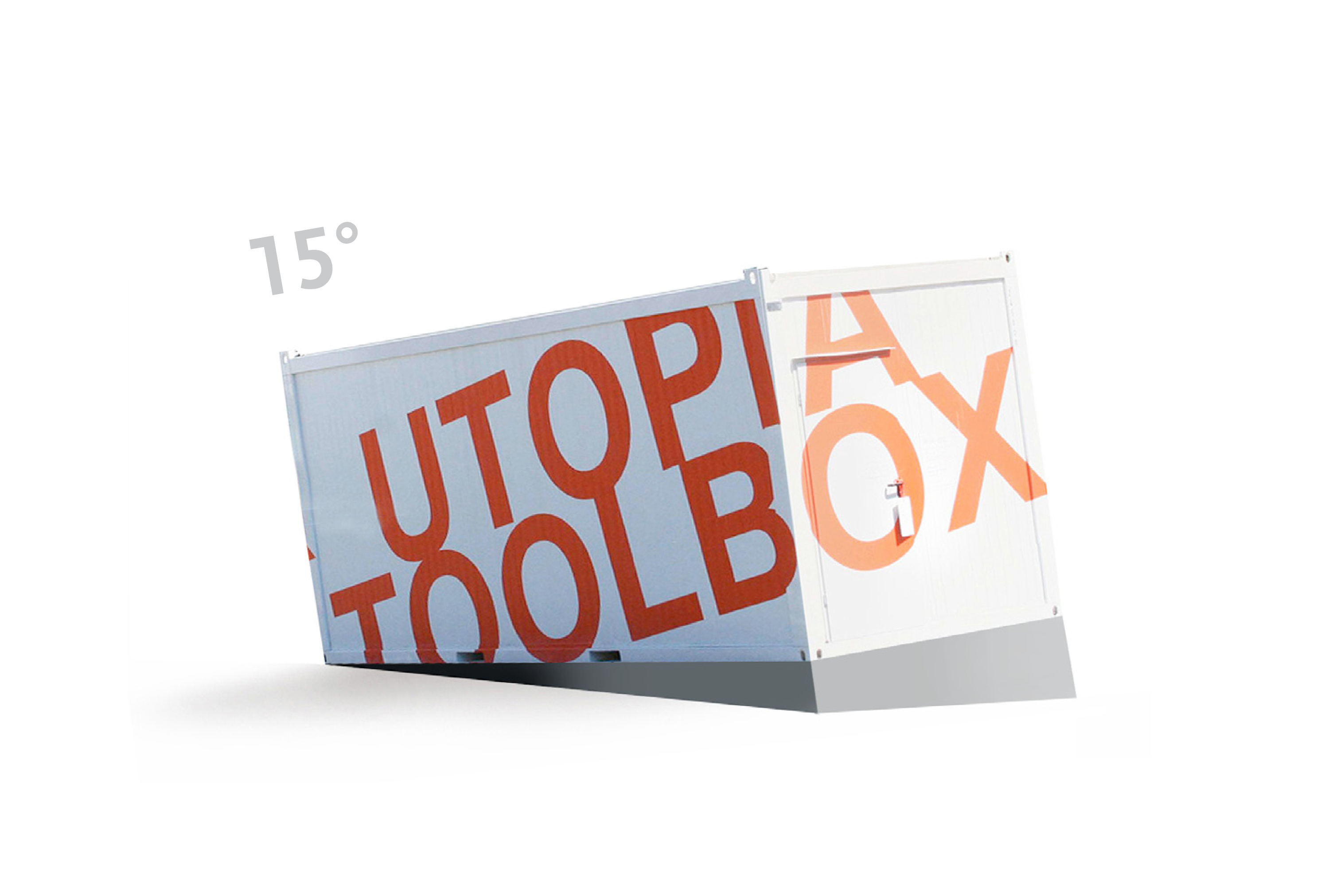
ZUKUNFTSMINISTERIUM für Träume und Utopien, seit 2015

## Publikationen
- Juliane Stiegele: Population, Stadthaus Ulm, 1997
- Photo Speaks, Go Eun Museum, Pusan, Korea, 2009, ISBN 978-89-959739-4-3
- A Hole in the Universe – Reikä Avaruudessa, Markku Hakuri, Juliane Stiegele Basislager vier, 2011, Museum of Contemporary Art Kerava, FIN, ISBN 978-952-9642-43-4
- Juliane Stiegele: Bewohner auf Zeit, 1998, Omega Verlag Stuttgart, D, 56 S., ISBN 3-9804005-8-1
- Juliane Stiegele: Expect the Unexpected, Städtische Kunstsammlungen Augsburg, D, 2003, 92 S.
- Juliane Stiegele: Basislager 3, 116 S., Meininger Museen, Thüringen, D, 2006.
- Juliane Stiegele: VOID, 160 S., Verlag für moderne Kunst Nürnberg, D, 2009, ISBN 978-3-941185-18-0
- UTOPIA TOOLBOX .1 – Für die Arbeit an der Zukunft. Eine Anstiftung zur radikalen Kreativität, de, 2013, TOOLBOOKS, D, 456 S., ISBN 978-3-00-039205-4
- Juliane Stiegele, Nick Tobier [Autoren/Hrsg]: UTOPIA TOOLBOX .1, en, 456 S., Michigan University Publishing, USA, 2015, ISBN 978-3-9816731-2-8
- Juliane Stiegele:'Wenn die Schule versagt, geht das ganze Leben einen Seitenweg', 2018, in: Gustav Mesmer – Ikarus vom Lautertal, Patrik Frey Verlag, CH, ISBN 978-3-906803-73-9
- mit Dai Jia-ming [Autoren/Hrsg]: UTOPIA TOOLBOX .1, cn, 456 S., Yuan-Liou Publishing Co., Ltd, TW, 2019, ISBN 978-986-05-7966-6
- Juliane Stiegele [Autorin/Hrsg]: UTOPIA TOOLBOX .2 – Werkzeuge für das Unmögliche, de, 464 S., TOOLBOOKS, D, 2020. ISBN 978-3-9816731-6-6
- Juliane Stiegele [Autorin/Hrsg]: UlmOpen – Eine Stadt besucht sich, 72 S, 2021, TOOLBOOKS, D, 2021.
- Juliane Stiegele [Autorin/Hrsg]: Johannes Stüttgen, Juliane Stiegele – Interviewgespräche, 9 Hefte/Schuber, TOOLBOOKS, D, 2022, ISBN 978-3-9816731-9-7
- Juliane Stiegele [Autorin]: UTOPIA TOOLBOX .3 – Warming the Globe by 1°C, de, 456 S., 2024, TOOLBOOKS, D, 2024, ISBN 978-3-9816731-1-1[3]